# Gerardo Caro
Gerardo Caro (nacido en  Bogotá, 1963) es un pintor, escultor y arquitecto colombiano.

## Reseña biográfica
Nació en la ciudad de Bogotá, Colombia. Ha pasado toda su vida creativa desarrollando su obra localmente  pero, extendiéndose a la escena artística europea, norteamericana y de oriente medio. En 1983 entró a la facultad de arquitectura y diseño de la Universidad Javeriana. En 1987 se tituló como Arquitecto y Diseñador. Su posterior formación en la pintura surgió de forma autodidacta. Ejerció la carrera de arquitectura durante 10 años, con una fuerte influencia de la Escuela de la Bauhaus, al mismo tiempo que trabajaba en su obra como pintor y escultor. En 1998 se dedicó profesionalmente al arte, convirtiéndolo en su actividad principal.
Inició su formación artística en la arquitectura, en principio, haciendo uso de parámetros técnicos propios de la carrera y luego buscando nuevas posibilidades de creación con un estilo más libre, que le permitiera expresar y explorar distintas formas y objetos.
Eventualmente, la dualidad entre su formación profesional y su vocación artística lo llevó a renunciar a la arquitectura para dedicarse de lleno a la pintura y la escultura, desde donde abordaría temas que abarcan la naturaleza, las texturas y la espacialidad.
Actualmente, su interés conceptual se enfoca en la relación del observador con el espacio y la naturaleza, con el propósito de traer volúmenes a lo plano, experimentando con esculturas, objetos, texturas y el color.

## Trayectoria
Fuera de Colombia, ha expuesto en Estados Unidos, España, Emiratos Árabes Unidos y Alemania. Su obra ha sido exhibida en la galería de la colombiana Beatriz Esguerra y la de la estadounidense Virginia Miller. Actualmente, la galería alemana Hofsammlung, expone algunos de sus cuadros y esculturas. 
Ha participado en más de 26 exposiciones individuales y colectivas. Su última exposición a título personal fue La fuerza de la naturaleza y se celebró en el club Colombo-libanés, Bogotá, en el año 2016; mientras que su más reciente aparición grupal, fue la exposición 5Artistas en 2017 realizada también en el club Colombo-libanés.  Desde entonces, su creación no se ha detenido, acumulando una prolífica actividad artística de más de mil obras, que se han vendido de forma selecta a los seguidores de su arte.

## Estilo
Con fuerte influencia del pintor valenciano Gonzalo Fonseca, el escultor Manolo Valdés y Anselm Kiefer, la producción artística de Gerardo Caro, de estilo abstracto y figurativo, muestra un especial interés en la observación de la naturaleza, de su entorno creativo, y de la percepción del espectador ante su obra. Esta inquietud se manifiesta a través del uso del espacio y la incorporación de la naturaleza en sus cuadros. 
Gerardo Caro elabora complejos juegos con el espacio y la tridimensionalidad que se manifiesta, incluso, en el lienzo bidimensional. A este gesto, usualmente añade elementos naturales que crean el efecto de una percepción espacial alterada. Existe, en el arte de Caro, un interés conceptual por representar la naturaleza y los cambios que se producen en entornos artificiales y naturales, a través de los 4 elementos.  
Esta técnica le permite a Gerardo Caro crear una alegoría del paso del tiempo, ya que a través de la interacción del agua, fuego, aire y tierra con los demás elementos de la obra -artificiales o naturales- se muestra el deterioro al que son expuestos. De modo que ese juego con el espacio y las texturas termina recordándonos el paso del tiempo.
Recientemente, su interés por la naturaleza lo ha llevado a seguir de cerca la cultura japonesa y a explorar la relación histórica, cultural y espiritual de las personas con lo vivo.

## obras
INDIVIDUALES 
- (1999) Obras de Gerardo Caro, Galería ProyectaArte contemporáneo, Bogotá Colombia
- 2000. Contextos, Consulado General de Colombia, Barcelona España
- 2000. Contextos, Sforza Consultores en Arte, Bogotá Colombia
- 2000. Iconografía, Galería ProyectaArte contemporáneo, Bogotá Colombia
- 2001. La fuerza de la naturaleza, Arte Consultores, Bogotá Colombia.
- 2001. Pequeño Formato, Taller del Artista, Bogotá, Colombia
- 2003. Sin Título, Arte Consultores, Bogotá Colombia
- 2005. Edad Media, Arte Consultores, Bogotá Colombia
- 2006. 415 Gallery, San Francisco, Estados Unidos
- 2008. Universos Paralelos, La Pared Galería, Bogotá Colombia
- 2009. Die tur in Feuer Wasser und Luft Galerie Hofsammlung, Korweiler Deutschland
- 2014. Die Natur in Feuer Wasser und Luft. Galerie Hofsammlung, Korweiler Deutschland
- 2016. La fuerza de la Naturaleza, Club Colombo-libanés, Bogotá Colombia[4][5][6]

 COLECTIVAS 
- 2001. Sueños, Cuentos y Fantasías, ArtSpace. Virginia Miller GalleryCoral Gables, Florida EE. UU.
- 2001. Obras de Gerardo Caro, Inauguración Dresdner BankLatinamerika AG, Bogotá Colombia
- 2001. Arborizarte, Fundación Corazón Verde, Bogotá Colombia
- 2002. Colectiva de Artistas Colombianos, Inauguración Biblioteca Virgilio Barco, Bogotá Colombia
- 2002. Color, Arte Consultores, Bogotá Colombia
- 2002. Pequeño y Mediano Formato, Arte Consultores, Bogotá Colombia
- 2002. Espacio y Atmósferas, Arte Consultores, Bogotá Colombia
- 2003. Navidarte, Museo de Arte Moderno, Bogotá Colombia
- 2004. Flora y Fauna, Arte Consultores, Bogotá Colombia
- 2004. Pintemos por Colombia, Fundación Matamoros Subasta, Bogotá Colombia
- 2006. Los cuatro elementos, Colectiva Galería Mauricio Ruiz, Bogotá Colombia
- 2008. FAIM-07 Feria de artistas independientes, Pabellón de la Pipa – Casa de Campo, Madrid
- 2017. 5 ARTISTAS, colectiva. Club Colombo-libanés, Bogotá Colombia [7]

 COLECCIONES INSTITUCIONALES 
- Hotel Santa Clara y Hotel Bóvedas de Santa Clara, Cartagena Colombia.
- Challenger, Bogotá Colombia.
- Dresdner Bank Latinamerika AG, Bogotá Colombia
- Hypo Vereinsbank, Alemania.
- Interec, Bogotá Colombia
- Hotel Hyatt, Cartagena Colombia